# Masahiro Andō
Masahiro Andō (jap. 安藤正裕 Andō Masahiro; ur. 2 kwietnia 1972 w prefekturze Saitama) – japoński piłkarz, reprezentant kraju.

## Kariera klubowa
Od 1995 do 2003 roku występował w klubach: Shimizu S-Pulse, Júbilo Iwata, Yokohama F. Marinos, Omiya Ardija, Gamba Osaka, Vegalta Sendai i Kyoto Purple Sanga.

## Kariera reprezentacyjna
W reprezentacji Japonii zadebiutował w 1999.

## Statystyki
| Reprezentacja Japonii | Reprezentacja Japonii | Reprezentacja Japonii |
| Rok                   | Mecze                 | Gole                  |
| --------------------- | --------------------- | --------------------- |
| 1999                  | 1                     | 0                     |
| Razem                 | 1                     | 0                     |

## Osiągnięcia
- J-League: 1999
- Puchar J-League: 1996